# Altération des aliments
Pour les articles homonymes, voir Altération.
L'altération des aliments est le processus par lequel un produit alimentaire devient impropre à la consommation. La cause d'un tel processus est due à de nombreux facteurs extérieurs, comme un effet secondaire du type de produit, ainsi que de la façon dont le produit est emballé et stocké. En raison de l'altération des aliments, un tiers de la nourriture produite dans le monde pour la consommation humaine est perdue chaque année. Les bactéries et divers champignons sont à l'origine de la détérioration et peuvent avoir de graves conséquences pour les consommateurs, mais il existe des mesures préventives qui peuvent être prises.

## Bactéries
Les bactéries sont l'une des causes de l'altération des aliments. Lorsque les bactéries décomposent les aliments, des acides et d'autres déchets sont générés au cours du processus. Si la bactérie elle-même peut être ou non nocive, les déchets peuvent être désagréables au goût, voire dangereux pour la santé.
Il existe deux types de bactéries pathogènes qui ciblent différentes catégories d'aliments. Le premier type est appelé Clostridium botulinum et cible les aliments tels que la viande et la volaille, et Bacillus cereus, qui cible le lait et la crème. Lorsqu'ils sont stockés ou soumis à des conditions anormales, ces organismes commencent à se reproduire rapidement, libérant des toxines nocives qui peuvent provoquer des maladies graves, même lorsqu'ils sont cuits sans danger.

## Fungi

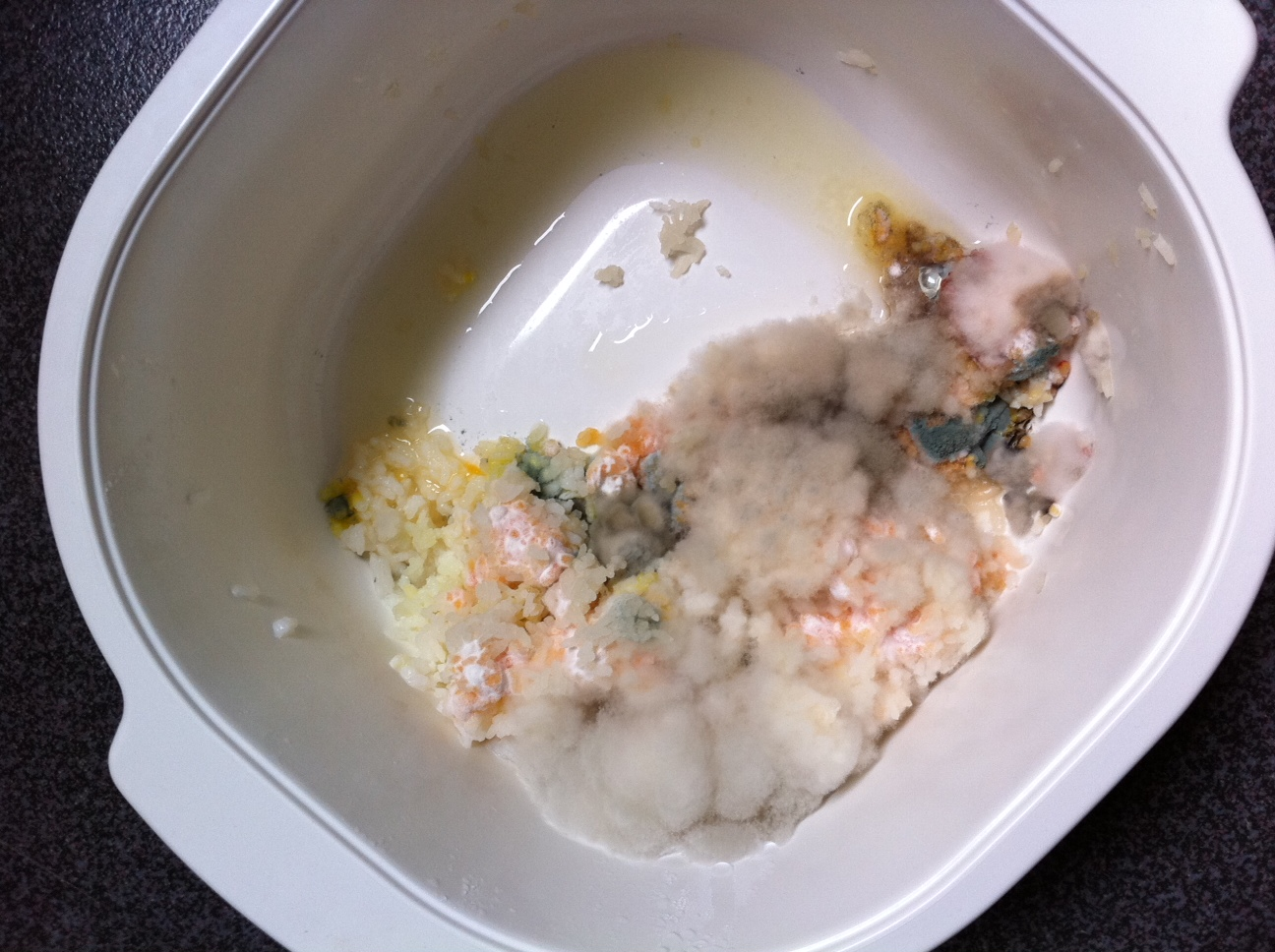
Bol de riz blanc recouvert de moisissure

Les Fungi ont été considérés comme un simple processus d'altération des aliments, ne causant qu'une apparence indésirable aux aliments, mais il existe des preuves significatives que divers champignons ont été la cause de la mort de nombreuses personnes pendant des centaines d'années dans de nombreux endroits du monde. Les champignons sont causés par des processus d'acidification, de fermentation, de décoloration et de désintégration et peuvent créer du « duvet », des poudres et des moisissures de différentes couleurs, notamment noires, blanches, rouges, brunes et vertes.
La moisissure est un type de champignon, mais les deux termes ne sont pas réciproques ; ils ont leurs propres caractéristiques et accomplissent leurs propres tâches. Les types de moisissures les plus connus sont l'Aspergillus et le Penicillium. Et comme les champignons ordinaires, ils créent un « duvet », de la poudre et des moisissures de différentes couleurs.

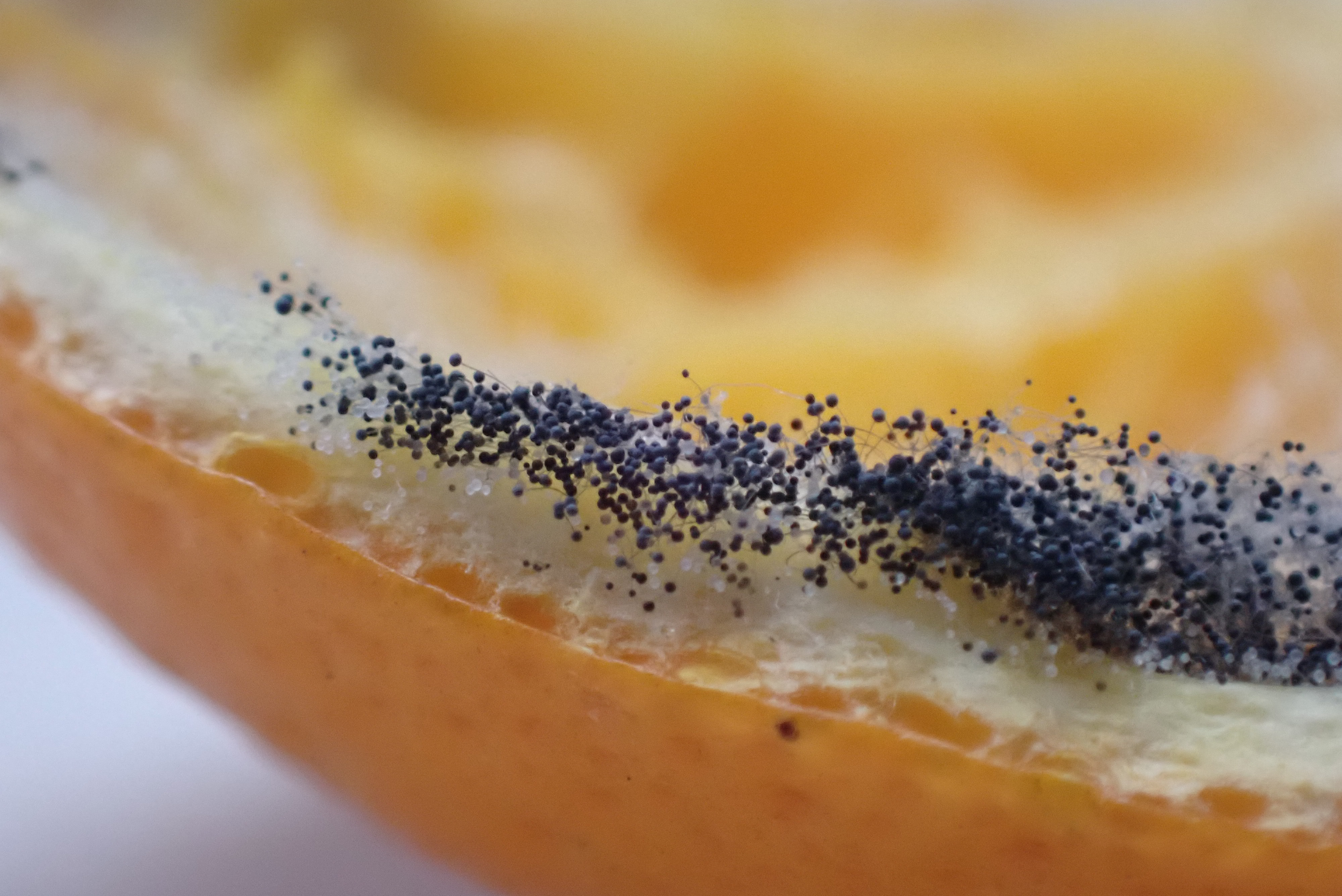
Champignon poussant sur l'écorce d'une orange

La levure est également un type de champignon qui se développe de manière végétative par le biais de cellules uniques qui germent ou se divisent par fission, ce qui permet à la levure de se multiplier dans des environnements liquides favorisant la propagation de micro-organismes unicellulaires. La levure se forme principalement dans des environnements liquides et des conditions anaérobies, mais étant unicellulaire, elle ne peut souvent pas se propager sur ou dans des surfaces solides où d'autres champignons prospèrent. La levure se génère également à un rythme plus lent que les bactéries, ce qui la désavantage dans les environnements où les bactéries sont présentes. Les levures peuvent être responsables de la décomposition des aliments à forte teneur en sucre. Ce même effet est utile dans la production de divers types d'aliments et de boissons, tels que le pain, le yaourt, le cidre et les boissons alcoolisées.

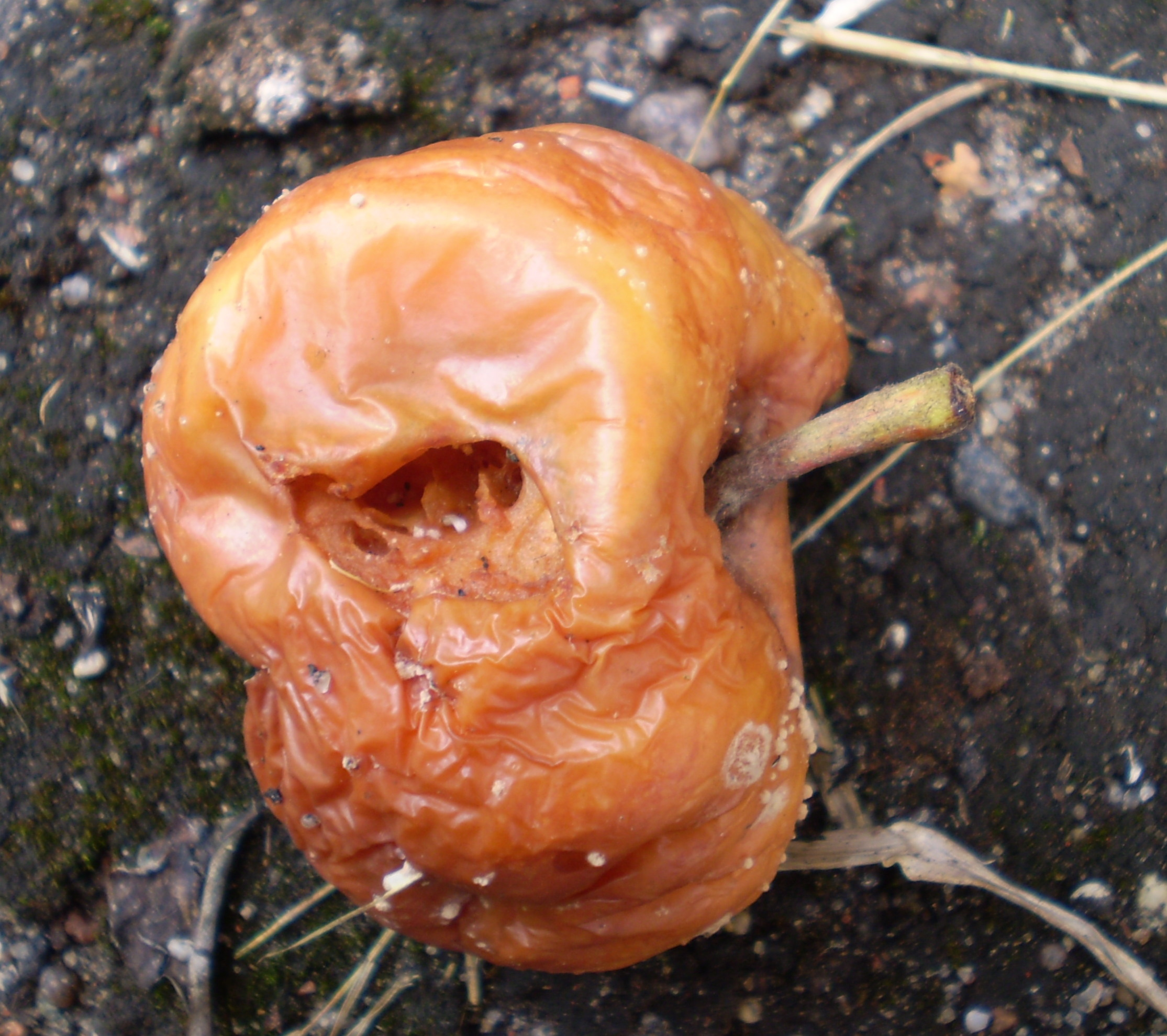
Pomme en décomposition

## Signes
Les signes d'altération des aliments peuvent inclure une apparence différente de l'aliment dans sa forme fraîche, comme un changement de couleur, un changement de texture, une odeur désagréable ou un goût indésirable. Le produit peut devenir plus mou que la normale. Si des moisissures apparaissent, elles sont souvent visibles à l'extérieur du produit[réf. souhaitée].

## Conséquences
Les « bactéries de détérioration » ne provoquent normalement pas d' intoxication alimentaire ; en général, les micro-organismes causant des maladies d'origine alimentaire sont inodores et insipides, et indétectables en dehors du laboratoire,.
La consommation d'aliments détériorés ne peut être considérée comme sûre en raison de la présence de mycotoxines ou de déchets microbiens. Certaines bactéries pathogènes, telles que Clostridium perfringens et Bacillus cereus, sont capables de provoquer une altération alimentaire.
Les problèmes de détérioration des aliments n'ont pas nécessairement trait à la qualité des aliments, mais plutôt à la sécurité de leur consommation. Pourtant, il existe des cas où il a été prouvé que des aliments contenaient des ingrédients toxiques. Il y a 200 ans, le Claviceps purpurea, un type de champignon, a été associé à des maladies humaines et il y a 100 ans, au Japon, on a découvert que le riz jaune contenait des ingrédients toxiques.

## Prévention

### Méthodes de conservation
Les conservateurs peuvent augmenter la durée de conservation des aliments et allonger la période pendant laquelle ils peuvent être récoltés, transformés, vendus et conservés au domicile du consommateur pendant une durée raisonnable. L'une des techniques ancestrales de conservation des aliments, pour éviter le développement de moisissures et de champignons, consiste à sécher les aliments ou à les déshydrater. Bien qu'il existe un risque de développement d'un champignon ciblé sur les produits alimentaires séchés, les chances sont assez faibles.
Outre les conservateurs, d'autres méthodes comprenant la salaison, la mise en conserve, la réfrigération, la congélation, l'irradiation, la fermentation lactique et la pression hydrostatique élevée peuvent augmenter la conservation des aliments. 

### Zone de danger
Les aliments comme la viande, la volaille, le lait et la crème doivent être maintenus hors de la zone de danger (entre 4 °C et 60 °C). Tous les aliments cités précédemment qui se situe dans cette fourchette sont considérés comme dangereux et peuvent provoquer l'émission de toxines pathogènes, entraînant une maladie grave chez le consommateur.